# تحصیل پاک پتن
تحصیل پاک پتن (به انگلیسی: Pakpattan Tehsil) یک تحصیل در پاکستان است.